# Pierre Quinon
Pierre Quinon (Lyon, 20 de fevereiro de 1962 - Hyères, 17 de agosto de 2011) foi um atleta francês, campeão olímpico do salto com vara.

## Biografia
Quinon começou sua carreira no clube de atletismo da Rhodia, em Salaise-sur-Sanne e tornou-se uma esperança para o salto com vara francês ao ganhar a medalha de prata no  Campeonato Europeu Junior em Utrecht, saltando 5,30 m. Conquista em 1982 o campeonato francês ao saltar 5,70m, igualando o recorde nacional do compatriota Thierry Vigneron, ultrapassando os 5,80 m em 1983.
Selecionado para o Campeonato Mundial de Atletismo de Helsínque, em 1983, foi eliminado ao fracassar em suas três primeiras tentativas sem conseguir realizar os saltos. Porém, em outubro do mesmo ano, em Colónia, na Alemanha, estabelece nova marca mundial para  a prova saltando 5,82 m, quebrando a antiga marca do soviético Vladimir Polyakov, - 5,81 m - conquistada em 1981.
Em seguida, na mesma competição, ele tenta  a marca de 6 m, a primeira vez que ela foi solicitada por um saltador na história, mas falha nas três tentativas. Três dias depois, seu compatriota Vigneron quebra-lhe em um centímetro o recorde conseguido em Colónia.

## Los Angeles 1984
No início de 1984, os dois franceses continuaram sua disputa pessoal, com Quinon vencendo Vigneron num torneio em Gotemburgo, na Suécia. Chegaram então os Jogos Olímpicos de Los Angeles, boicotados pelo bloco socialista e, nesta prova,com a sentida falta do soviético Serguei Bubka, entao já o novo recordista mundial, com 5,90 m. No dia 8 de agosto de 1984, Pierre Quinon tornou-se campeão olímpico do salto com vara, saltando 5,75 em sua primeira tentativa, deixando o norte-americano Mike Conley com a prata e seu compatriota Thierry Vigneron com o bronze.
Oitavo francês campeão olímpico no atletismo, ele sucedia a Guy Drut, medalha de ouro nos 110m c/ barreiras em Montreal 1976 e se tornava o primeiro atleta francês a ser campeão olímpico num evento de saltos. No ano seguinte, em 16 de julho de 1986, conseguiu a melhor marca da carreira, ao saltar 5,90m num torneio em Nikaia, em prova vencida por Bubka com 5,95m.
Quinon não competiu em 1986 devido a uma entorse no joelho e uma lesão nos ligamentos e não mais conseguiu recuperar sua forma em anos posteriores, abandonado definitivamente o esporte em 1993..